# Bergholmen (Vaxholm)

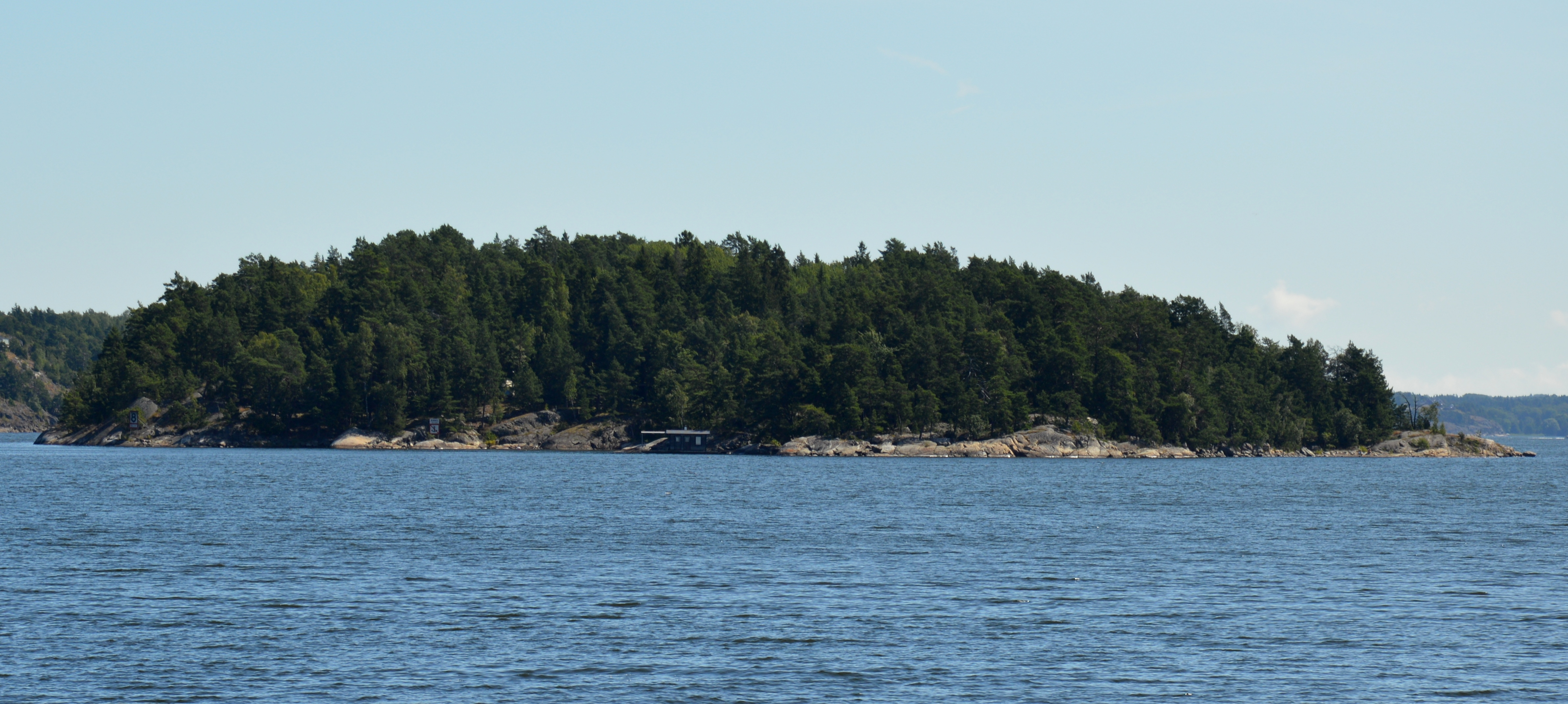
Bergholmen

Bergholmen ist eine zu Schweden gehörende Insel im Stockholmer Schärengarten.
Die Insel gehört zur Gemeinde Vaxholm und liegt südlich von Tynningö. Westlich liegt die Insel Risholmen, südwestlich Norra und Södra Idskär. Nördlich und südlich Bergholmens führt die Schiffsroute von der Ostsee nach Stockholm entlang.
Die Insel erstreckt sich von Nordwesten nach Südosten über etwa einen Kilometer, bei einer Breite von bis zu etwa 200 Metern. Bergholmen ist bewaldet. Am Nordende besteht ein Landungssteg. Auf Bergholmen befindet sich seit Juni 2012 die Island Lodge Bergholmen mit sieben jeweils 18 m² großen Zelten.